# История Новосибирской области
Территория Новосибирской области, в силу своего расположения на границе двух природных зон и историко-культурных регионов — сибирской тайги и Евразийской степи, на протяжении тысячелетий играла роль буферной зоны или пограничья разных народов. С древности здесь происходило смешение и взаимовлияние лесных и степных культур — древних угро-самодийцев и древних иранцев, затем в Средние века самодийцев, тюрок и монголов, в Новое время — тюрок и славян. Территория области с XIII века входила в сферу влияния Монгольской империи, после распада которой находилась в составе Золотой Орды, а затем сразу двух раннефеодальных государственных образований тюркских племён — Сибирского ханства и так называемой Телеутской землицы. С XVIII века вся современная территория области входит в состав Российского государства. В Российской империи с XIX века — часть Томской губернии. В современных границах область существует с 1944 года, находилась в составе РСФСР. После провозглашения независимости Казахстана область вновь стала пограничной — её юго-западная граница является также государственной границей Российской Федерации.

## Доисторический период
В Новосибирской области, по сравнению с её ближайшим окружением (например, с Горным Алтаем, Кузнецкой котловиной), человек появился относительно поздно — в конце эпохи палеолита. Стоянки эпохи верхнего палеолита, обнаруженные в Барабинской низменности (Волчья грива, Венгерово) и в отрогах Салаирского кряжа, свидетельствуют о расселении людей на данной территории в финальном плейстоцене (16—12 тыс. лет назад). Наиболее древние следы пребывания людей в Новосибирской области — периферия поселения рядом со скоплением палеоостатков Волчья Грива. В Волчей Гриве обнаружен фрагмент бедра мамонта с рукотворной нишей, в которую вставлен череп песца, возрастом немногим более 19 тыс. лет. Наиболее типичными представителями фауны Западно-Сибирской равнины являлись в то время мамонт, северный олень, медведь, бизон и шерстистый носорог. Все эти животные были промысловыми видами для населения региона, их мясо использовалось в пищу, а шкуры и кости для хозяйственных целей.
Эпоха палеолита на юге Западно-Сибирской равнины сменилась эпохой мезолита в 10—8 тыс. до н. э. Ледниковый период завершился, и климатические условия стали сходны с современными. Исчезли мамонты и другие представители «мамонтовой фауны». Начался новый этап хозяйственного освоения региона. Человек широко использовал лук и стрелы, при помощи которых охотился на быстро передвигающихся животных. Основой его добычи стали олени и лоси. Выросло значение рыболовства. Продолжалось прибытие новых переселенцев с юга и запада.
Неолит Западной Сибири охватывает период с 7-го по начало 3-го тысячелетия до н. э. На территории археологических памятников Автодром-2/4 и Тартас-1 археологи выделили барабинскую культуру раннего неолита (7-е тыс. до н. э.).
Анализ материалов показывает, что в период развитого неолита племена Приобья входили в единую с населением Южного и Среднего Зауралья культурно-историческую общность. Вероятно, это были предки самодийских и угорских племён, граничившие на западе с предками финских племён Восточной Европы, а на юге — с древними индоевропейскими (ираноязычными) племенами Центральной Азии, известными как скифы/саки и массагеты.
В конце неолитической эпохи происходит распад угорской общности, занимавшей огромные пространства Западной Сибири, на ряд своеобразных по облику культур. В восточной части Барабы и Верхнем Приобье выделяется Верхнеобская неолитическая культура, памятники которой (самые известные из них обнаружены рядом с селом Завьялово) представляют собой поселения и могильники. При раскопках могильников и поселений выявлено значительное количество каменного инвентаря местного производства: ножевидные пластины и скребки, топоры, свёрла, проколки и т. д. Среди материалов этой культуры известны также каменные фигурки медведя, рыбы, костяные фигурки лосей. Для людей, захороненных в могильниках верхнеобской неолитической культуры, как и вообще для населения лесостепной полосы Западно-Сибирской равнины, характерен смешанный антропологический состав: прослеживаются черты северных палеомонголоидов и палеоевропеоидов евразийских степей.
11 черепов (пять мужских и шесть женских) из двух поминально-погребальных комплексов неолитического могильника Венгерово-2А датируются второй половиной VI — первой половиной V тыс. до нашей эры. Раскопки в Усть-Тартасском могильнике показали, что в неолите процветал каннибализм. На археологическом памятнике Тартас-1 нашли рыбную коптильню эпохи неолита. Анализ индивидуальных данных краниологических серий одиновской культуры из некрополей Тартас-1 и Преображенка-6 выявил присутствие единичных черепов, отличающихся от антропологического типа автохтонного барабинского населения и схожих с черепами из погребений на поселении Ботай, датированном концом 4-го — 3-м тыс. до нашей эры. Могильник Сопка-2/4а относится к одиновской культуре.
На территории Новосибирской области обнаружены также неолитические погребения, идентифицированные как принадлежащие к кузнецко-алтайской культуре, например, могильник под селом Ордынское.
Хозяйство указанных неолитических культур было присваивающим. Большую роль играла охота на лося, оленя, зайца, пушных зверей и водоплавающую птицу. Их костные остатки обнаружены на поселениях с берегов Оби и её притоков. Охотились с луком и стрелами, а возможно, и при помощи различных ловушек. Одним из основных занятий было рыболовство, чему способствовало наличие озёр (в том числе проточных), рек и стариц, весьма богатых рыбой. Рыбу ловили сетями, ставили «запоры», хорошо были известны гарпуны. В конце эпохи неолита появились рыболовные крючки. Многочисленные находки отщепов на неолитических памятниках являются свидетельством того, что орудия из камня изготовлялись местными мастерами. Как и в эпоху мезолита, они были выполнены из низкокачественного кварцита. Встречаются и изделия из более качественных пород: кремня, яшмы, хрусталя и др. Их получали из Восточного Казахстана или с отрогов Алтая. Население кузнецко-алтайской культуры, жившее в непосредственной близости с Северным Алтаем, более свободно могло изготовлять крупные орудия. Происходило дальнейшее усовершенствование техники обработки камня, появились новые орудия, приспособленные для работы по дереву. Стал применяться первый искусственный материал — керамика.
С 3-го тысячелетия до н. э. в лесостепной зоне Западно-Сибирской равнины началась эпоха другого искусственного материала — бронзы, продолжавшаяся по первые века 1 тысячелетия до н. э.
Усть-тартасская культура ранней бронзы (Сопка-2/3, Сопка-2/ЗА) датируется 4-м — первой половиной 3-го тыс. до н. э.
С конца 3-го — начала 2-го тысячелетия до н. э. происходит окончательный переход к производящей системе экономики — скотоводству и земледелию. В закрытых лесных районах Приобья эти процессы шли медленнее. В первой трети 2-го тысячелетия до н. э. на юге таёжной зоны складывается самусьская культура. Самусьская культура была распространена в Верхнем Приобье с XVI — XV века по XIII — XII века до н. э. К ярким, самобытным культурам эпохи бронзы со своеобразным керамическим комплексом относится крохалёвская культура.
Во второй половине 2-го тысячелетия до н. э. с запада на восток по степным и лесостепным коридорам в Западную Сибирь проникают европеоидные скотоводческие племена андроновской культурно-исторической общности — предположительно, носители индоиранских языков. Они вступают в контакт с местными лесостепными племенами кротовской культуры и постепенно их ассимилируют, складывается особый культурный феномен самусьско-сейминской металлургической провинции. Могильник Сопка 2/4Б, 4В относится к кротовской культуре. В X—VIII веках до н. э. в результате синтеза пришлой андроновской и группы местных культур эпохи бронзы складывается культурное образование, получившее название ирменской культуры, ареал которой охватывает территорию от Иртыша до Минусинской котловины. Антропологический материал, по В. А. Дрёмову, позволяет отнести носителей ирменской культуры к европеоидном типу. Они сложились на андроновской базе, но в их формировании приняло участие население, имевшее в своем составе ощутимую монголоидную примесь. Ведущую роль в хозяйстве этих людей играло скотоводство. Разводили крупный и мелкий рогатый скот, лошадей. Характерной чертой скотоводства ирменцев являлось домашнее содержание скота зимой. Для зимнего потребления резали значительную часть скота, оставляя необходимое для воспроизводства количество особей. Оставшиеся животные зимовали в домах. Пребывание животных под одной крышей с людьми давало дополнительное тепло и экономило силы на заготовку топлива. В хозяйстве ирменцев большое значение имело также земледелие. Об этом говорят отпечатки зерен пшеницы и сорных растений на поверхности глиняных сосудов, а также находки не только многочисленных обломков зернотерок, но и вращающихся жерновов, которые обычно появляются лишь при достаточно высоком уровне земледелия. Некоторые ученые даже предполагают возможность существования пашенного земледелия. Охота и рыбная ловля имели подсобное значение. Судя по пряслицам, занимались ирменцы и ткачеством. Развито было бронзолитейное производство, о чём свидетельствуют многочисленные бронзовые изделия и следы бронзы на стенках сосудов. При помощи бронзовых ножей обрабатывали кость, дерево и рог, изготавливая из них различные предметы.
На памятнике «Турист–2» на восточном берегу Оби в Новосибирске имеются артефакты кротовской и ирменской культур и тюркские захоронения времён Средневековья.
Переходный период от бронзового века к железному веку на территории Новосибирской области в среднем падает на конец VIII — начало VI века до н. э. По своему содержанию это время было для Западной Сибири продолжением бронзового века, но к югу и западу от неё уже начался железный век, складывался новый скифо-сибирский мир. В западносибирском археологическом материале данной эпохи начинают встречаться привозные предметы этого мира: типичные «скифские» бронзовые наконечники стрел, обломки бронзовых котлов и другие артефакты. Важным археологическим памятником этого переходного периода является городище Чича-1. Комплекс памятников у села Старая Преображенка Чановского района состоит из пяти памятников эпохи бронзы и железа.
Памятники раннего железного века представлены на территории Новосибирской области материалами лесной кулайской, кижировской (VI—III века до н. э.) и лесостепной большереченской культур. Кулайская культура просуществовала до IV века, вплоть до периода раннего средневековья, которое представлено памятниками верхнеобской культуры V-IX веков. Её связывают с представителями угро-самодийских популяций.
С X века и вплоть до монгольских походов на территории Приобья распространяется сросткинская культура, которая сложилась в результате смешения автохтонного угро-самодийского и пришлого тюркоязычного, кимако-кипчакского населения приалтайских степей и Верхнего Прииртышья. На заключительном этапе существования сросткинской культуры влияние тюркского субстрата ещё более усиливается. Отдельные следы носителей этого культурного объединения обнаруживаются глубоко в южном предтаёжье, где они сыграли свою роль в дальнейшей тюркизации аборигенов угорских и самодийских популяций, и в процессе формирования сибирских татар.

## Средние века и Новое время

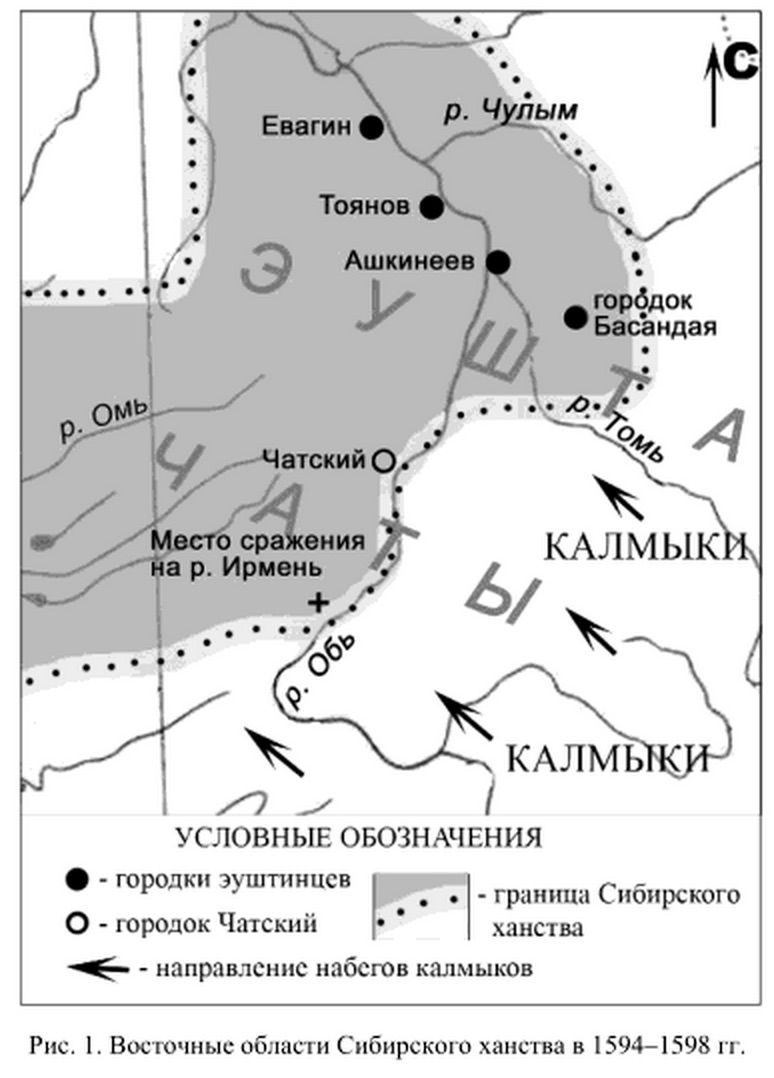
Татарские городки на Оби в 1594—1598 гг.

Традиционно в археологии Западной Сибири принято считать, что вслед за ранним железным веком в этом регионе следует эпоха средневековья, называемая так условно, по аналогии с европейской историографией. В этот период в жизни населения территории современной Новосибирской области исключительную роль играли тюркоязычные народы. Появление тюркоязычных племен в лесостепной и южнотаёжной зонах Западно-Сибирской равнины было следствием сложных политических коллизий, происходивших в ранних государствах Южной Сибири. Образование различных империй кочевников во главе с ханами (каганами) — Тюркский и Восточно-Тюркский, Уйгурский, Кыргызский каганаты) — отразилось и на исторических судьбах населения более северных территорий.
Говорить о непосредственном проникновении в западносибирскую лесостепь значительных групп тюркоязычного населения можно, видимо, начиная с VIII века. Именно тюркизация региона, по данным этнографов, и привела к появлению тех этнических групп, с которыми столкнулись русские, появившись на территории Барабинской степи и Верхнего Приобья, а именно чатских и барабинских татар.
В XI — XII веках в Барабинской степи появляются наземные погребения венгеровской культуры с надмогильными сооружениями усечённо-пирамидальной формы.
Согласно «Сокровенному сказанию монголов», в 1207 году Чингисхан отправил своего старшего сына Джучи во главе войска на земли, расположенные к западу от Байкала, чтобы он покорил племена, живущие в тех лесах. Племена, не вступив в бой, признали господство монгольского хана. В итоге власть монголов признали все тюркоязычные племена Южной Сибири, в том числе кочевники теле, контролировавшие степную и лесостепную зону к северу от Монголии и Алтая.
В XIII — XV веках земли Новосибирской области были восточной окраиной Золотой Орды, а позднее, до конца XVI века — Сибирского ханства. Барабинские татары — подданные сибирских ханов — проживали и в настоящее время проживают  на территории северо-западных районов Новосибирской области, севернее бассейна озера Чаны, по рекам Омь, Тартас и Тара. По Оби выше впадения в неё Ини находились земли чатских татар — ныне ассимилированной татарами и русскими этнической группы. До сих пор существуют поселения, в которых, предположительно, проживают потомки чатских татар — деревни Юрт-Ора и Юрт-Акбалык Колыванского района. Кроме того, сохранились сведения о существовании укреплённого поселения чатских татар в центральной части современного Новосибирска (Чёртово городище). Правобережные территории современной Новосибирской области (к востоку от Оби), а также южные (относящиеся к Кулундинской степи) в то время находились под властью племенных объединений воинственных сибирских кочевников — телеутов (Телеутская землица).
Существуют разные подходы к определению возраста ныне существующих поселений на территории Новосибирской области. Согласно исторической справке, приведённой на официальном сайте Филошенковского сельсовета, этот населённый пункт был основан татарами под названием Арынцасс, и лишь после появления там русских переселенцев получил новое название по имени первого русского жителя Филохи.
Однако традиционная историческая наука утверждает, что упоминание столь ранних дат может быть лишь следствием записи истории сёл со слов старожилов. Объективные же данные свидетельствуют о том, что даже после Ирменского сражения 1598 года, когда в политической истории самостоятельного Сибирского ханства была поставлена точка, барабинские и чатские татары продолжали страдать от постоянных набегов ойратов и телеутов. Русские поселения также оказывались под этой угрозой, поэтому колонисты предпочитали селиться севернее, в районе Томска. Таким образом, несмотря на относительно благоприятные, по сибирским меркам, климатические условия, территория Новосибирской области стала заселяться русскими лишь к середине XVII века. Около 1644 года на реке Бердь образуется село Маслянино. В 1687 году было основано село Зудово. В 1695 году боярским сыном Алексеем Кругликом была основана заимка — впоследствии она стала деревней Кругликово, существующей до сих пор в Болотнинском районе. Вскоре после этого возникло ещё несколько деревень — Пашкова, Красулина, Гутова, Морозова (в районе Бердска).

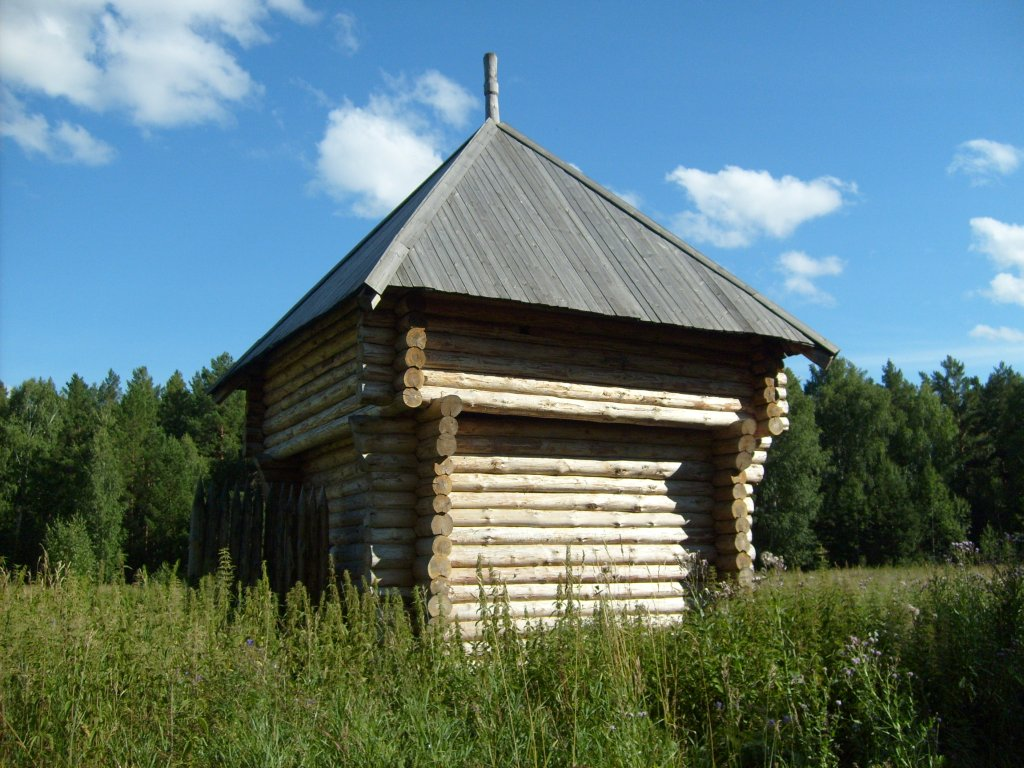
Башня Умревинского острога (реконструкция)

В конце XVII века на территории области появляются первые военные укрепления — остроги: Уртамский и Умревинский, вблизи которых начинают оседать переселенцы из европейской части России. На берегах рек Ояш, Чаус и Иня стали возникать русские деревни. Около 1710 года была основана деревня Кривощёковская — первое русское поселение на территории современного Новосибирска.
В начале XVIII века были построены Чаусский и Бердский остроги, обеспечивавшие безопасность в окружающей местности. По мере уменьшения риска военных набегов кочевников число переселенцев возрастало, причём многие мигранты не имели официального разрешения на смену места жительства и в той или иной степени преследовались властями. В 1722 году была возведена Сибирская линия крепостей вдоль реки Иртыш. В неё входили Усть-Тартасское, Каинское и Убинское укрепления. В первой половине XVIII века началось заселение юго-восточной части Барабы и северной части Кулунды. Впрочем, строящиеся хутора и деревни были очень маленькими и, как правило, состояли всего из нескольких дворов. Основными занятиями населения на территории нынешней Новосибирской области были хлебопашество, рыбная ловля, охота и извоз.

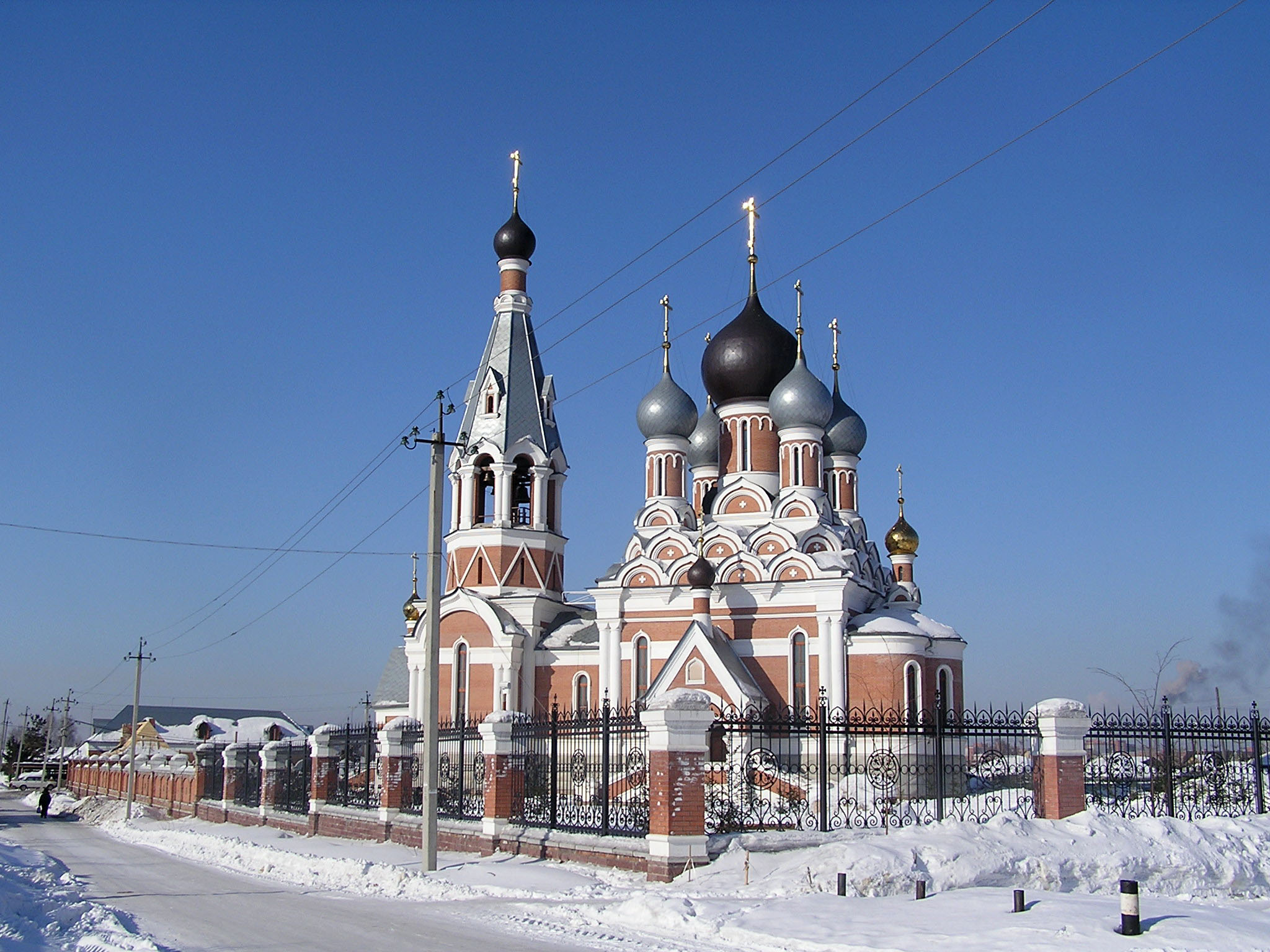
Преображенский собор (Бердск)

В начале XVIII века известный уральский промышленник Акинфий Демидов построил два медеплавильных завода — Колыванский и Барнаульский. Другие заводы по выплавке меди и серебра были построены на реках Касмале, Нижнем Сузуне, Алее, Большой Талмовой. Крупнейшее предприятие — Сузунский медеплавильный завод — возникло в 1764—1765 годах, а с 1766 года начал действовать Сузунский монетный двор, чеканивший медные монеты с примесью серебра.
В 1893 году в связи со строительством Транссибирской магистрали и железнодорожного моста через Обь появился Александровский посёлок (с 1895 года — Новониколаевский). Благодаря выгодному географическому расположению, обусловленному пересечением Транссиба, судоходной реки Оби и транспортных путей, связывающих Сибирь с европейской частью Российской империи, быстро возрастало его торгово-экономическое значение. В 1909 году Новониколаевск получил статус города, а в 1925 был переименован в Новосибирск.

## Современность
До 1921 года территория Новосибирской области входила в состав Томской губернии, с 1921 по 1925 — Новониколаевской губернии, с 1925 по 1930 — Сибирского края и с 1930 по 1937 — Западно-Сибирского края. 28 сентября 1937 года Постановлением ЦИК СССР Западно-Сибирский край был разделён на Новосибирскую область и Алтайский край. Эта дата считается официальным днём образования области. 15 января 1938 года Верховный Совет СССР утвердил создание Алтайского края и Новосибирской области.
На 1937 год в состав области входило 36 районов, в том числе территории нынешней Томской и Кемеровской областей. В 1943 году из состава Новосибирской области была выделена Кемеровская, в 1944 — Томская область.
В годы Великой Отечественной войны за счёт принятия огромного количества эвакуируемых предприятий и населения Новосибирская область стала одним из крупнейших промышленных регионов СССР. Кроме того, в ней были развёрнуты 52 эвакогоспиталя для раненых воинов Красной Армии — 23 в Новосибирске, остальные в Мочище, Барабинске, Болотном, Бердске, Искитиме, Карасуке и в Чанах.
23 октября 1956 года за выдающиеся достижения трудящихся Новосибирской области в деле увеличения производства зерна и сдачи государству в 1956 году 100 миллионов пудов хлеба Новосибирская область была награждена орденом Ленина. Вторым орденом Ленина область была награждена в 1970 году.
В начале 1960-х годов в СССР произошла реформа административно-территориального деления. В соответствии с изданным 1 февраля 1963 года указом Президиума Верховного Совета РСФСР «Об укрупнении районов и изменении подчиненности районов и городов Новосибирской области», вместо 32 сельских районов в Новосибирской области должно было остаться всего 19. Однако уже с 1964 года процесс пошёл в обратном направлении, и после выделения в 1972 году из Новосибирского и Болотнинского районов нового Мошковского районов оказалось, что за 1962-72 годы изменения были минимальны: исчезли Андреевский, Веселовский и Михайловский районы, но появился новый район — Баганский.
28 декабря 1985 года Государственной комиссией был принят в эксплуатацию новосибирский метрополитен, а 7 января 1986 года метрополитен официально открыл свои двери для пассажиров.